# الأزمة الدستورية الإسبانية 2017-18
تُعرف الأزمة الدستورية الإسبانية 2017-2018، والمعروفة أيضًا باسم الأزمة الكاتالونية، بكونها نزاعًا سياسيًا بين حكومة إسبانيا ومجلس كاتالونيا العام في عهد الرئيس الكتالوني السابق كارلس بويجديمونت -حكومة كاتالونيا المتمتعة بالحكم الذاتي حتى 28 أكتوبر 2017- حول قضية استقلال كتالونيا. بدأ هذا القانون بعد أن نددت الحكومة الإسبانية برئاسة رئيس الوزراء ماريانو راخوي بالقانون الذي يهدف إلى السماح بإجراء استفتاء الاستقلال الكتالوني لعام 2017، ثم أوقفته المحكمة الدستورية بعد ذلك إلى أن أصدرت قرارها في هذه القضية. وصفت بعض وسائل الإعلام الدولية الأحداث على أنها واحدة من أسوأ الأزمات السياسية في التاريخ الإسباني الحديث.
أعلنت حكومة بويجديمونت أنه لا السلطات الإسبانية المركزية ولا المحاكم سوف توقف خططها وأنها تنوي إجراء التصويت على أي حال، ما أثار رد فعل عنيف قانونيًا انتشر بسرعة من الحكومتين الإسبانية والكتالونية إلى البلديات الكاتالونية -إذ حثت هيئة البلديات المحلية رؤساء البلديات على تقديم الدعم اللوجستي والمساعدة للعملية الانتخابية التي سوف تُنفذ- وكذلك للمحكمة الدستورية ومحكمة العدل العليا في كاتالونيا والمدعين العامين. بحلول 15 سبتمبر، عندما بدأت أحزاب الاستقلال المؤيدة لكتالونيا حملات الاستفتاء، شنت الحكومة الإسبانية هجومًا قانونيًا شاملًا من أجل إحباط التصويت المقبل، بما في ذلك التهديد بالاستيلاء المالي على جزء كبير من الميزانية الكتالونية، ومصادرة الشرطة المؤيدة للاستفتاء الملصقات والنشرات والمنشورات التي عُدت تحقيقات جنائية وغير قانونية أمر بها أكثر من 700 رئيس بلدية محلي كانوا قد وافقوا علنًا على المساعدة في إجراء الاستفتاء. وصل التوتر بين الجانبين إلى نقطة حرجة بعد أن داهمت الشرطة الإسبانية مقر الحكومة الكاتالونية في برشلونة في 20 سبتمبر، في بداية عملية أنوبيس واعتقلت أربعة عشر من كبار المسؤولين الكاتالونيين. أدى ذلك إلى احتجاجات خارج قسم الاقتصاد الكتالوني شهدت احتجاز ضباط الحرس المدني داخل المبنى لساعات بالإضافة إلى تخريب عدة سيارات. أُجري الاستفتاء في نهاية المطاف، وإن لم يستوف الحد الأدنى من معايير الانتخابات، ووسط انخفاض الإقبال، وانتهت حملة القمع التي شنتها الشرطة بإصابة المئات. أفادت المستشفيات المحلية عن إحصائيات تصل إلى 4 جرحى، كان اثنان منهم في حالة حرجة، واحد أصيب برصاصة والآخر بسبب نوبة قلبية. ذكرت وزارة الداخلية الإسبانية أن ما يصل إلى 431 ضابطًا أصيبوا بكدمات.
في 10 أكتوبر، أعلن بويجدمونت بشكل غامض الاستقلال وعلقه خلال خطاب ألقاه في برلمان كاتالونيا، بحجة أن خطوته كانت موجهة نحو الدخول في محادثات مع إسبانيا. طلبت الحكومة الإسبانية من بويجديمونت توضيح ما إذا كان قد أعلن الاستقلال أم لا، ولم تتلق إجابة واضحة على سؤالها. قوبل مطلب آخر بتهديد ضمني من الحكومة الكاتالونية بأنها سترفع تعليق إعلان الاستقلال إذا واصلت إسبانيا قمعها، ردًا على سجن قادة الجمعية الوطنية الكتالونية المؤيدة للاستقلال (أيه إن سي) المتهمين بالتحريض على الفتنة من قبل المحكمة الوطنية بسبب ضلوعهم في أحداث 20 سبتمبر. في 21 أكتوبر، أعلن رئيس الوزراء راخوي أنه سوف يحتج بالمادة 155 من الدستور الإسباني، ما أدى إلى الحكم المباشر على كاتالونيا من قبل الحكومة الإسبانية بمجرد موافقة مجلس الشيوخ عليها.
في 27 أكتوبر، صوت البرلمان الكتالوني في اقتراع سري لإعلان الاستقلال من جانب واحد عن إسبانيا، إذ قاطع بعض النواب تصويتًا اعتبر غير قانوني لانتهاكه قرارات المحكمة الدستورية الإسبانية، مثلما حذر محامو برلمان كاتالونيا. ونتيجة لذلك، استندت حكومة إسبانيا إلى الدستور لإزالة السلطات الإقليمية وفرض الحكم المباشر في اليوم التالي، مع إجراء انتخابات إقليمية في 21 ديسمبر 2017 لانتخاب برلمان كاتالوني جديد. هرب بويجديمونت وجزء من حكومته إلى بلجيكا بعد الإطاحة به، حيث ضغط المدعي العام الإسباني على اتهامات بالتحريض على الفتنة والتمرد وإساءة استخدام الأموال العامة ضدهم.

## خلفية
تعود جذور الزيادة الأخيرة في دعم استقلال كتالونيا إلى حكم المحكمة الدستورية الصادر في عام 2010، الذي قضى على أجزاء من قانون الحكم الذاتي الإقليمي لعام 2006 الذي منح المنطقة سلطات جديدة للحكم الذاتي. جاء الحكم بعد أربع سنوات من الشد والجذب بشأن استئناف دستوري قدمه حزب الشعب المحافظ بقيادة ماريانو راخوي -ثاني أكبر حزب في البلاد آنذاك- في معارضة حكومة حزب العمال الاشتراكي الإسباني خوسيه لويس رودريغيز ثاباتيرو، و قوبل بالغضب واحتجاجات عمّت الشوارع في كاتالونيا. بعد ذلك بوقت قصير، تولى حزب الشعب السلطة في إسبانيا، وبعد مظاهرة استقلال ضخمة جرت في برشلونة في 11 سبتمبر 2012 -اليوم الوطني لكاتالونيا- دعت الحكومة الكاتالونية بقيادة أرتور ماس إلى انتخابات إقليمية مبكرة وشرعت في بدء عملية كاتالونيا نحو الاستقلال.
بعد أن فاز تحالف مؤيد للاستقلال شكله تحالف (معًا من أجل: نعم!) وترشيح الوحدة الشعبية بأغلبية ضئيلة في البرلمان في الانتخابات الإقليمية لعام 2015، حل كارليس بويجديمونت محل ماس بصفته رئيسًا للحكومة. وعد بويجديمون بتنظيم استفتاء ملزم على الاستقلال بناءً على نتائج تصويت متعدد الأسئلة وغير ملزم في عام 2014، عندما كان يُعتقد أن حوالي 80٪ ممن صوتوا قد دعموا استقلال المنطقة، وأيد 91.8٪ أن تصبح كاتالونيا دولة -وإن كانت على نسبة إقبال تقديرية أو أقل من 40٪. استندت الحكومة الكتالونية إلى حق الشعب في تقرير المصير وخلفية كاتالونيا السياسية والاقتصادية والثقافية لدعم اقتراحها بإجراء استفتاء على استقلال كاتالونيا. حكومة إسبانيا، الآن مع ماريانو راخوي رئيسًا للوزراء، عارضت مثل هذا التصويت بحجة أن أي استفتاء على استقلال كاتالونيا سوف يتعارض مع دستور عام 1978، إذ لم ينص على التصويت على تقرير المصير.
في 9 يونيو 2017، أعلن بويجديمونت أن استفتاء الاستقلال سوف يُعقد في 1 أكتوبر من نفس العام. انتقدت الحكومة الكاتالونية موقف الحكومة الإسبانية في رفض التفاوض على الاستفتاء واتهمتها بالتصرف بشكل غير ديمقراطي.